# تامايو
تامايو (21 ديسمبر 1918 خيخون إسبانيا - 3 يناير 1994) هو لاعب كرة قدم إسباني سابق كان يلعب كمدافع.